# Andrew McAfee

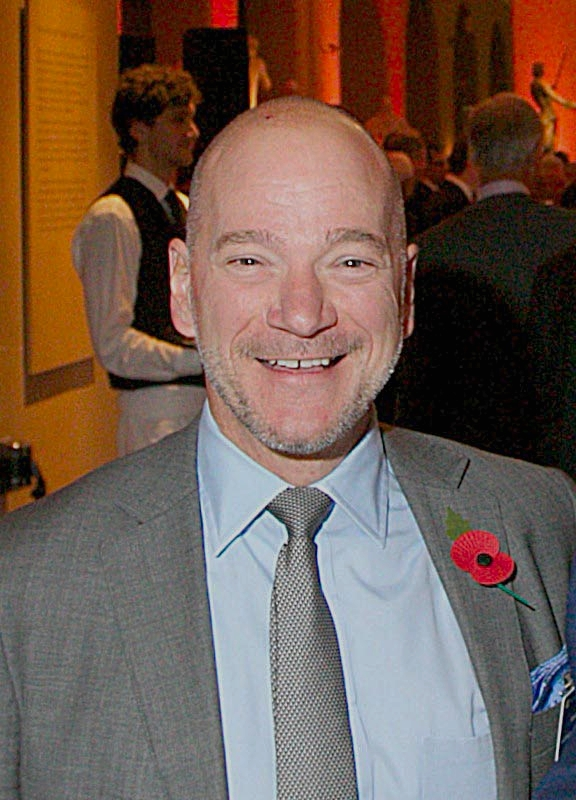
Andrew McAfee, 2014

Andrew Paul McAfee (* 1967) ist der Ko-Direktor der „MIT Initiative on the Digital Economy“, und stellvertretender Direktor des „Center for Digital Business“ an der MIT Sloan School of Management. Seine Forschung widmet sich der Frage, welche Auswirkungen moderne Informationstechnologien auf die Wirtschaftswelt haben.

## Leben und Werk
Im Jahr 1988 erhielt McAfee einen Bachelor of Science in Maschinenbau. 1990 schloss er ein betriebswirtschaftliches Studium ab und 1999 erhielt er den Doktortitel der Harvard Business School.
Er ist Autor von Enterprise 2.0, welches im November 2009 von der Harvard Business School Press veröffentlicht wurde. Mit Erik Brynjolfsson ist er auch Ko-Autor des Buches Race Against the Machine. Im Jahr 2014 erweiterten die Autoren diese Arbeit zum Buch The Second Machine Age. Es erhielt 2015 den Deutschen Wirtschaftsbuchpreis.

## Forschung
Im Jahr 2006 prägte McAfee den Begriff „Enterprise 2.0“ in einem Artikel für die Sloan Management Review.
McAfee veröffentlicht ein viel gelesenes Blog, das nach Angaben von Technorati zu den 10 000 meistgelesenen Blogs der Welt gehört.

## Schriften (Auswahl)
- More From Less: The Surprising Story of How We Learned to Prosper Using Fewer Resources—and What Happens Next. Scribner, New York 2019, ISBN 978-1-982103-57-6.
- mit Erik Brynjolfsson: Crowd: Harnessing Our Digital Future. WW Norton, 2017